# ديوجانس الأبولوني
ديوجانس الأبولوني (القرن الخامس قبل الميلاد) هو فيلسوف يوناني من المدرسة الإيونية.
حاول التوفيق بين مذهب أنكساغوراس وانكسيمانس. من آثاره: «في الطبيعة».